# Grande Armée (Vikings)
Pour les articles homonymes, voir Grande Armée (homonymie).

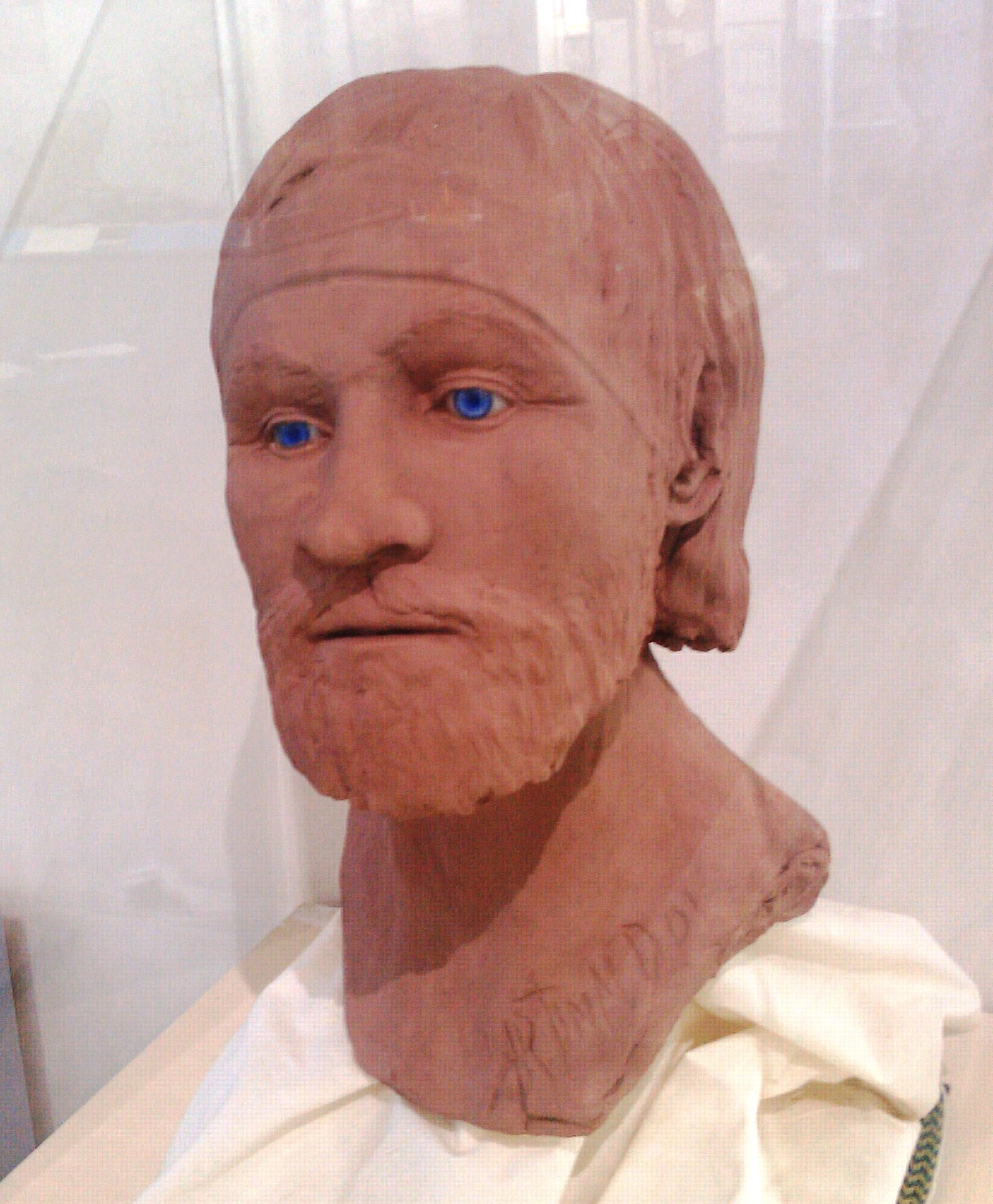
Reconstitution de la tête d'un Viking enterré à Repton, en Mercie (musée de Derby).

La Grande Armée païenne, également appelée « Grande Armée danoise » ou simplement « Grande Armée », est une armée viking venue du Danemark qui pilla et conquit, à la fin du IXe siècle, une grande partie de l'Angleterre. Même si, à la différence de bien d'autres formations scandinaves qui opéraient à cette époque, les sources qui nous sont parvenues ne nous donnent aucune indication précise sur ses effectifs, elle était clairement parmi les plus grandes forces de ce genre, rassemblant plusieurs centaines de navires et plusieurs milliers d'hommes.

## Histoire

Les raids de la Grande Armée en Grande-Bretagne (865-878).

L'expression « Grande Armée païenne » (anglais : Great Heathen Army ; vieil anglais : mycel heathen here) est utilisée dans la Chronique anglo-saxonne. Les indications qui la concernent proviennent pour une grande part de ces annales.
On peut faire remonter les origines de la Grande Armée à la bande de guerriers vikings qui assiégea Paris en 845, peut-être conduite par le légendaire Ragnar Lodbrok. Ils s'attaquèrent ensuite aux environs, pillant plusieurs fois Rouen et d'autres villes plus petites, frappant peut-être à partir de bases faciles à défendre établies dans la zone de leurs déprédations.
Après s'être fait la main à travers l'Europe continentale, l'armée partit pour la Grande-Bretagne et débarqua en Est-Anglie en 865. Son objectif était de conquérir l'Angleterre et de s'y établir. Elle était dirigée par Halfdan et Ivar Ragnarsson, dit « le Désossé », avec l'assistance de leur frère Ubbe. Les sagas norroises voient dans l'invasion une opération de représailles en réponse à la mort de leur père, Ragnar Lodbrok, aux mains du roi Ælle de Northumbrie, mais l'historicité de cette justification est incertaine.
À la fin de 866, l'armée fit la conquête du royaume de Northumbrie, suivi en 870 de celui d'Est-Anglie. En 871, arriva de Scandinavie la Grande Armée d'été, conduite par Bagsecg. En 874, les hommes de la Grande Armée païenne, ainsi renforcée, purent conquérir la Mercie, chassant le roi Burgred. La même année, un grand nombre d'entre eux s'établirent dans les territoires conquis, suivis en 877 par un autre groupe. Des preuves de leur séjour ont été apportées par le charnier de 250 corps découvert à Repton et par la cinquantaine de tumuli trouvés non loin de là, à Ingleby, dans le Derbyshire.
Après la conquête de la Mercie, la Grande Armée se scinda : Halfdan fit mouvement au nord pour attaquer les Pictes, tandis qu'au sud Guthrum affirmait son autorité de chef de guerre. Ses hommes et lui appliquaient la stratégie danoise habituelle : occuper une ville fortifiée puis chercher à obtenir un traité de paix avantageux, en général de l'argent en échange de la promesse d'abandonner immédiatement le terrain. En 876, les troupes de Halfdan et Guthrum rassemblées furent rejointes par de nouveaux renforts et gagnèrent ensemble la bataille de Wareham.
Cependant, Alfred le Grand, qui régnait sur le Wessex, seul royaume anglo-saxon resté indépendant, contre-attaqua et affronta la Grande Armée en 878 à Ethandun ; en se constituant un rempart de leurs boucliers, de façon analogue à la formation en tortue des légions romaines, les Saxons prirent l'avantage et, quoiqu'avec difficulté, emportèrent la victoire. Les Danois battirent en retraite et se réfugièrent dans Chippenham. Leur reddition, après 14 jours de siège, ouvrit la voie à un traité de paix par lequel Guthrum acceptait d'être baptisé en prenant Alfred pour parrain.
Les Danois restèrent dès lors confinés à ce qui allait être appelé le Danelaw ; le Wessex fut libéré de la menace qu'ils représentaient. Au nord, les colons issus de l'armée formèrent le royaume viking d'York, qui se prolongea avec plusieurs interruptions jusqu'au milieu du Xe siècle.

## Évocation dans les arts et la culture

### Jeu vidéo
- L'attaque de la Grande-Bretagne par la Grande Armée dans la seconde moitié du IXe siècle, notamment la prise de York en 865, fait l'objet d'un scénario jouable dans Age of Empires II: Definitive Edition.
- Assassin's Creed Valhalla prend place à la fin du IXe siècle durant les années 872 et 873 dans le cadre des raids vikings en Angleterre. On y croise Ubbe, Ivar ainsi que les restes de la grande armée.

### Série
- Dans la série Vikings, la grande armée prend le contrôle de York, après la mort de Ragnar. L’armée est alors dirigée par ses fils.